# بوگادمیندسنت
بوگادمیندسنت (به مجاری:  Bogádmindszent) یک منطقهٔ مسکونی در مجارستان است که در ناحیه شیه واقع شده‌است.